# Carbonitruro di afnio

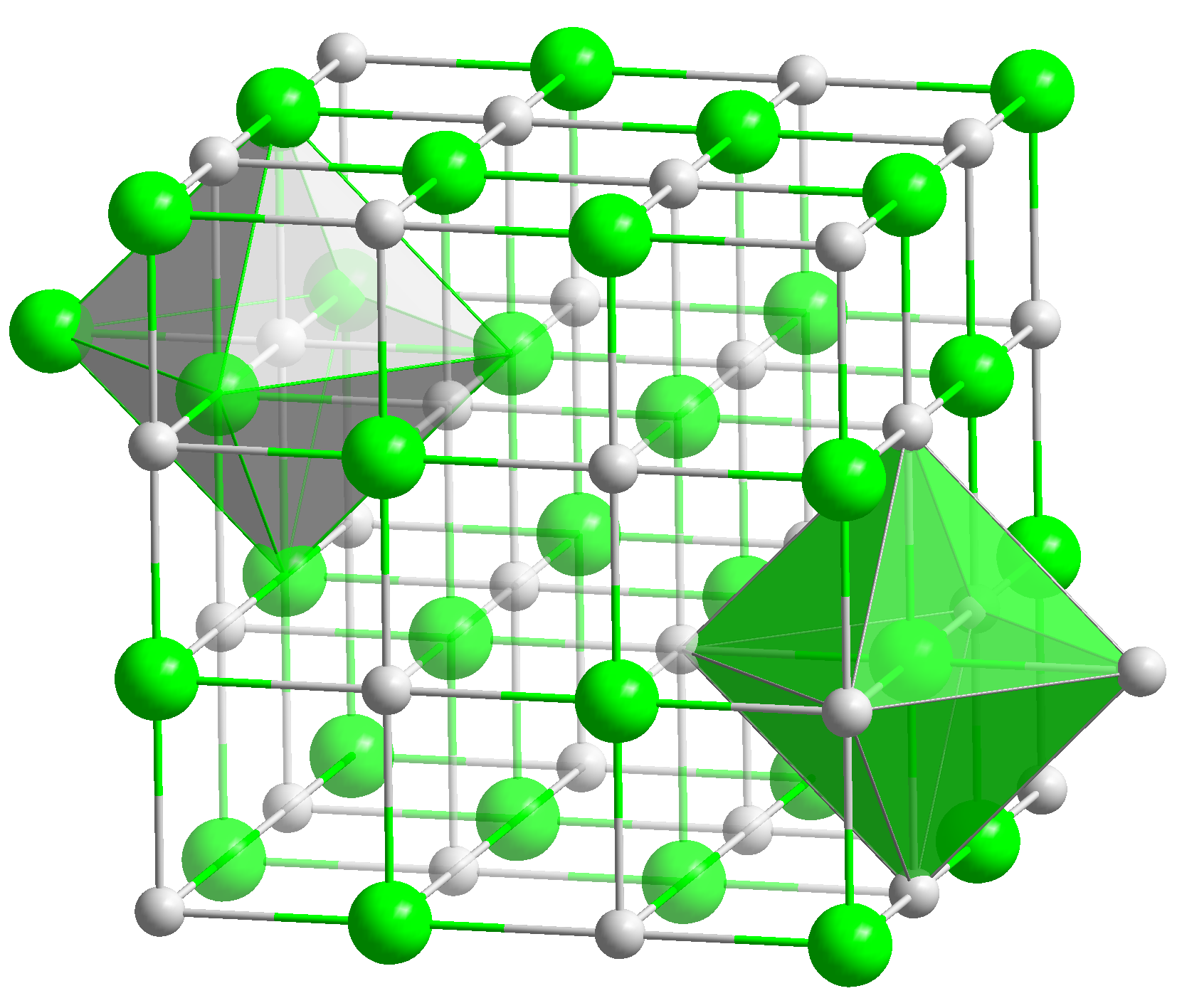
La struttura cubica a facce centrate del carbonitruro di afnio

Il carbonitruro di afnio è un materiale inorganico multianione composto da afnio, carbonio e azoto, appartenente alle ceramiche ultra refrattarie e caratterizzato da un'altissima resistenza termica e meccanica.

## Sintesi
Il carbonitruro di afnio può essere ottenuto utilizzando diversi processi di deposizione, come la deposizione chimica da vapore e la deposizione sputtering, un processo di deposizione fisica da vapore in cui il materiale viene vaporizzato su una superficie bersaglio attraverso uno sputtering fisico. 

## Proprietà
Il carbonitruro di afnio, che si presenta a temperatura ambiente come una polvere nera inodore, è una soluzione solida di carburo di afnio e nitruro di afnio in cui gli atomi di carbonio e azoto occupano gli spazi ottaedrici presenti all'interno del reticolo cristallino dell'afnio. Solitamente carente in azoto e carbonio, esso ha una composizione solitamente espressa come HfCxNy, con una struttura cubica a facce centrate.
Nel 2015, simulazioni effettuate con metodi ab initio avevano previsto per il carbonitruro di afnio, in particolar modo per l'HfC0,75N0,25, un punto di fusione di 4110±62 °C, ossia il valore più alto mai osservato in qualunque materiale, che avrebbe superato di circa 200 °C il precedente record del carburo di tantalio afnio, TaxHfy-xCy, di 3905±82 °C.
Misurazioni sperimentali effettuate nel 2020 all'Università Statale di Scienze e Tecnologie di Mosca su campioni di HfC0,5N0,35 hanno mostrato che il punto di fusione del composto è in effetti superiore ai 4000 °C, confermando di fatto le previsioni del 2015 senza comunque dare un valore preciso date le difficoltà tecniche poste dalle alte temperature necessarie alla sperimentazione, e facendo del carbonitruro di afnio il materiale più altofondente noto fino al 2024, superando il carburo di afnio, che aveva ottenuto tale titolo nel 2018 con un punto di fusione confermato di 3982±30 °C superando a sua volta il già citato carburo di tantalio afnio.